# Dent de Crolles
Il Dent de Crolles (2.062 m s.l.m.) è una montagna delle Prealpi della Chartreuse nelle Prealpi di Savoia. 

## Descrizione

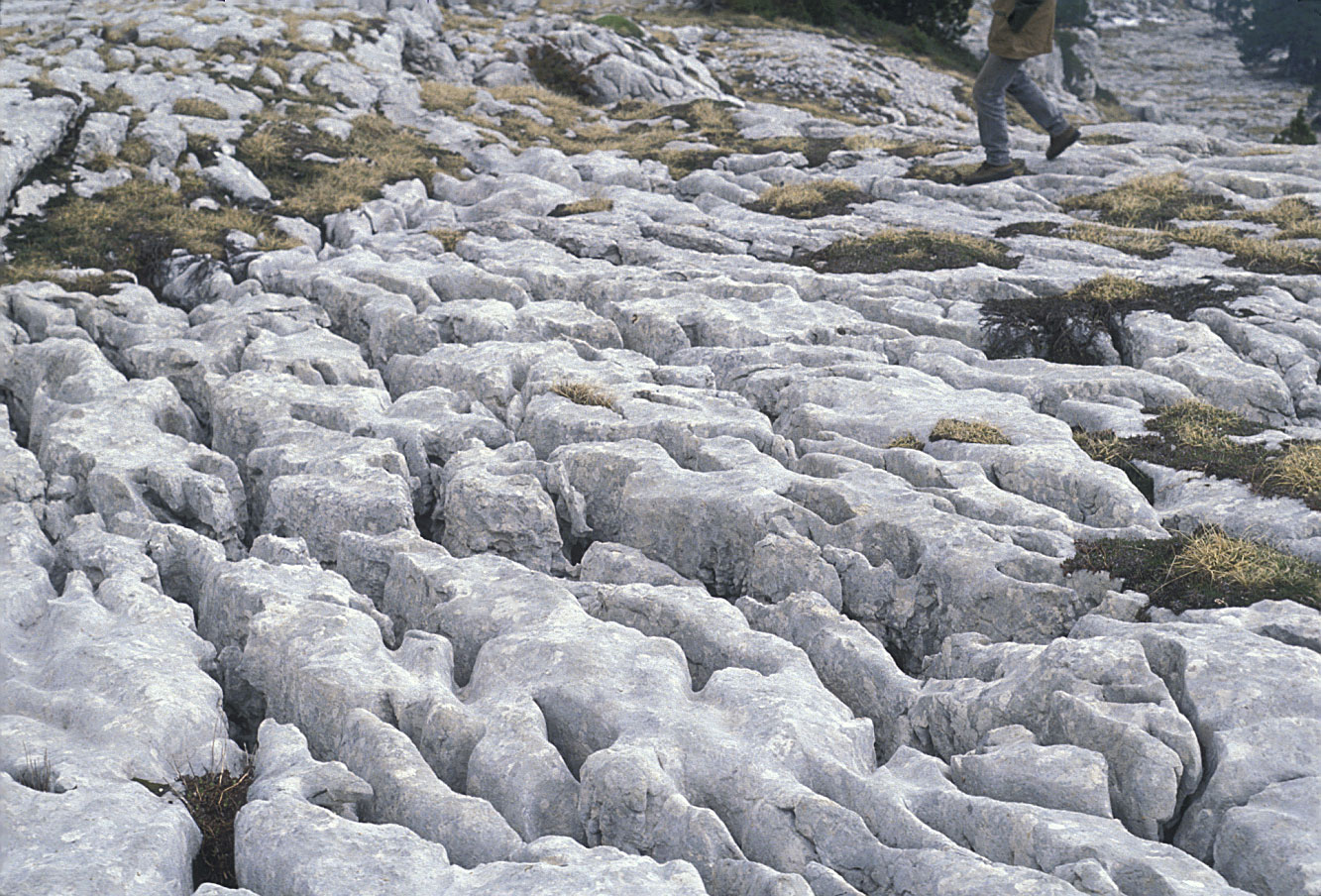
Campo solcato calcareo nei pressi della cima

Il monte si trova nel dipartimento francese dell'Isère.
Il toponimo significa dente di Crolles e deriva tale nome dalla sua particolare forma e dal fatto di trovarsi sopra l'abitato di Crolles. La montagna di natura calcarea è particolarmente famosa per la speleologia.